# John Fillmore Hayford

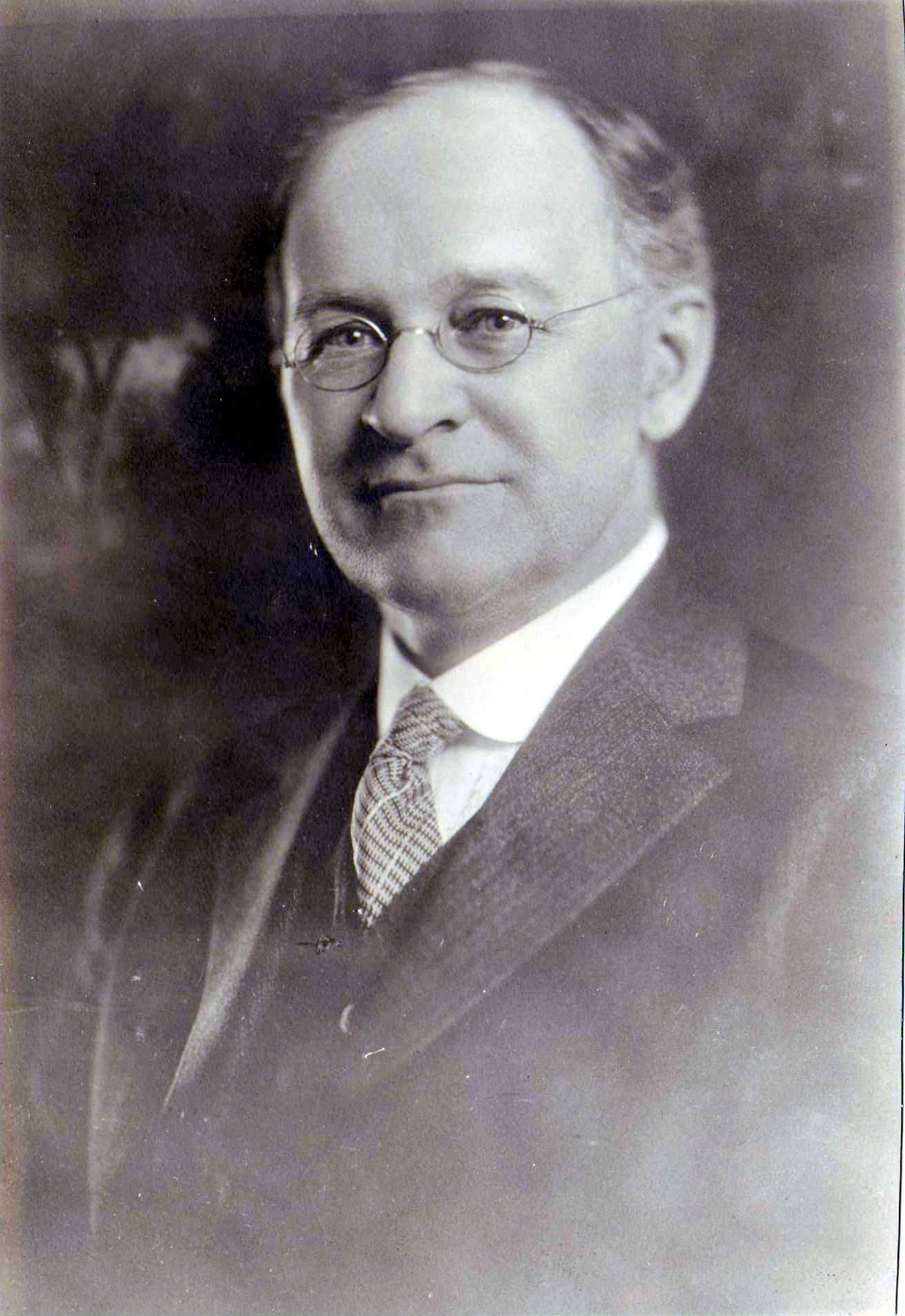
John Fillmore Hayford

John Fillmore Hayford (ur. 19 maja 1868 w Rouses Point, zm. 10 marca 1925 w Evanston) – amerykański geodeta. W 1909 roku wyznaczył elementy elipsoidy ziemskiej. Sformułował jedną z hipotez izostazji.
Na jego cześć nazwano krater Hayford na niewidocznej stronie Księżyca.